# Kerkschip St. Jozef
Das Kirchenschiff Kerkschip St. Jozef (Schiffskirche St. Josef) ist ein schwimmendes Gemeindezentrum der  Antwerpener Binnenschifffahrt. Es wurde zwischen 1942 und 1944 in Rotterdam gebaut.

## Geschichte
Das heute als schwimmende Kirche dienende Schiff wurde während des Zweiten Weltkriegs im Auftrag der damaligen deutschen Regierung von der Pariser Firma La Maison Saintrap et Brice in einem Rotterdamer Trockendock als Tankschiff aus Beton gebaut. Der Tanker sollte die deutschen U-Boote mit Treibstoff, Trinkwasser und Proviant versorgen. Anfang 1944 wurde es nach Antwerpen geschleppt, um es mit Motoren, Pumpen, Leitungssystemen, Unterkünften und nautischer Ausrüstung fertigzustellen.
Als im September 1944 Antwerpen befreit wurde, übernahm die belgische Regierung das Schiff und bot es zum Verkauf an. Die Firma Antoine Vloeberghs erwarb das Schiff und wollte es umbauen. Da der Tiefgang aber zu groß war, um den Albert-Kanal befahren zu können, lag es ein paar Jahre als Bunker- und Proviantschiff im Hafen Antwerpen. Danach wurde das Schiff dem Erzbistum Mecheln-Brüssel angeboten, um daraus ein kirchliches und soziales Zentrum für die Binnenschiffer zu machen. Der Binnenschifferseelsorger van den Busch war die treibende Kraft für dieses Projekt. Am 18. Dezember 1950 wurde der Kaufvertrag unterschrieben.
Unter der Leitung des Pfarrers und des Schifffahrtsexperten Henri Heylen wurde das Schiff zu einem einzigartigen Schifferzentrum ausgebaut.

## Kirchenschiff
Das Kirchenschiff ist das Gemeindezentrum der Antwerpener Binnenschifffahrt. Außer den Messen an Sonn- und Feiertagen werden dort auch Taufen und kirchliche Trauungen vollzogen. Eine kleine Kapelle mit 80 Sitzplätzen ist täglich für jedermann geöffnet, die große Kapelle mit 260 Plätzen ist für Gottesdienste reserviert. Die Kantine mit 130 Plätzen wird täglich von Schiffern, Hafenarbeitern, Seeleuten und Hafenpersonal besucht. Außerdem ist die schwimmende Kirche eine Touristenattraktion. Für Gruppen von 20 bis 60 Personen werden auch Führungen unter der Leitung des Geistlichen durchgeführt.